# Velká Bíteš
Velká Bíteš (en allemand : Groß Bittesch Heinrichs) est une ville du district de Žďár nad Sázavou, dans la région de Vysočina, en Tchéquie. Sa population s'élevait à 5 361 habitants en 2023.

## Géographie
Velká Bíteš se trouve à 18 km à l'est-sud-est de Velké Meziříčí, à 30 km à l'ouest-nord-ouest de Brno, à 38 km au sud-est de Žďár nad Sázavou, à 48 km à l'est-sud-est de Jihlava et à 156 km au sud-est de Prague.

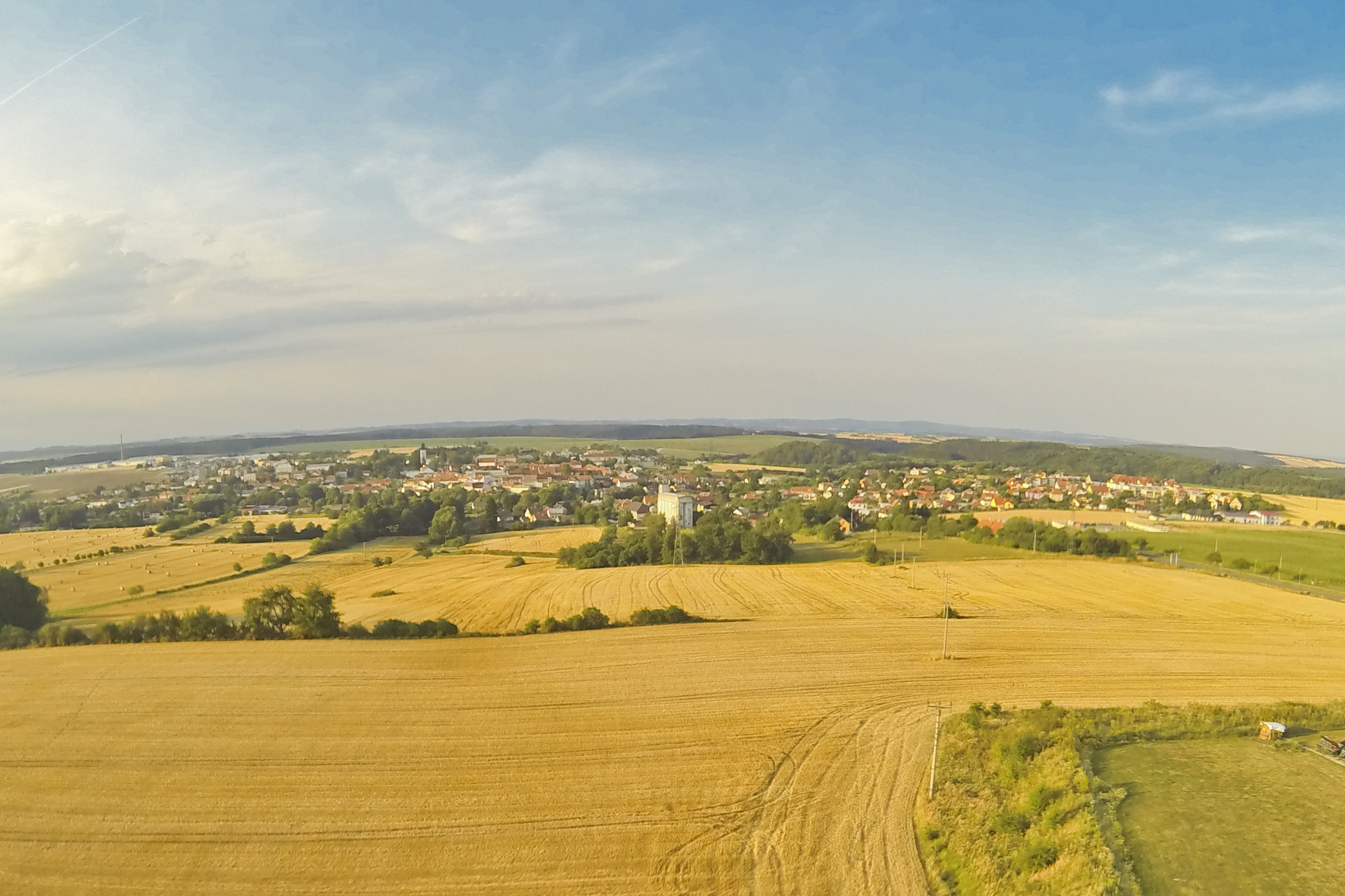
Vue générale de Velká Bíteš.

La commune est limitée par Ruda, Záblatí, Vlkov, Březské, Nové Sady et Křoví au nord, par Přibyslavice et Zálesná Zhoř à l'est, par Stanoviště, Krokočín, Hluboké, Jinošov et Pucov au sud, et par Jasenice, Čikov et Tasov à l'ouest.
Le quartier de Pánov constitue une exclave, séparée de la partie principale de la commune par Křoví. Il est limité par Katov au nord, par Deblín à l'est, par Svatoslav au sud-est, par Přibyslavice au sud, et par Křoví à l'ouest.
La ville est desservie par l'autoroute D1 (Prague – Brno – Ostrava), qui la contourne par le sud.

## Histoire
La première mention écrite de la localité date de 1240.

## Administration
La commune se compose de onze sections :
- Velká Bíteš
- Bezděkov
- Březka
- Holubí Zhoř
- Janovice
- Jáchymov
- Jestřabí
- Jindřichov
- Košíkov
- Ludvíkov
- Pánov

## Transports
Par la route, Velká Bíteš se trouve à 20,5 km de Velké Meziříčí, à 39,5 km de Žďár nad Sázavou, à 55 km de Jihlava et à 175 km de Prague.
Velká Bíteš est desservie par l'autoroute D1 (sortie  162), qui relie Prague à la frontière polonaise en passant par Brno et Ostrava.